# Spital am Pyhrn
Spital am Pyhrn je obec na jihu rakouské spolkové země Horní Rakousy, v okrese Kirchdorf, v oblasti Traunviertel. Žije zde přibližně 2 200 obyvatel. Obec profituje z provozu dvou továren, zemědělství a turistiky.

## Geografie
Spital am Pyhrn leží v pahorkatině na úpatí Alp mezi Hornorakouským předhůřím a Bosruckem pod Pyhrnským průsmykem (Pyhrnpass, 954 m), východně od dálnice A9. Obec má rozlohu 108,9 km², z toho 47,6 % jeho plochy je zalesněno a 19,3 % plochy je využíváno pro zemědělství.
Katastrální území sestává z pěti osad:
- Fahrenberg
- Gleinkerau
- Oberweng
- Seebach
- Spital am Pyhrn

V západní části obce leží lyžařské středisko s lanovkami, jedna z nich vede pod vrchol Warschenecku (2388 m).
Na jih od jádra obce začínají dva tunely pod Bosruckem: železniční a dálniční.

## Historie

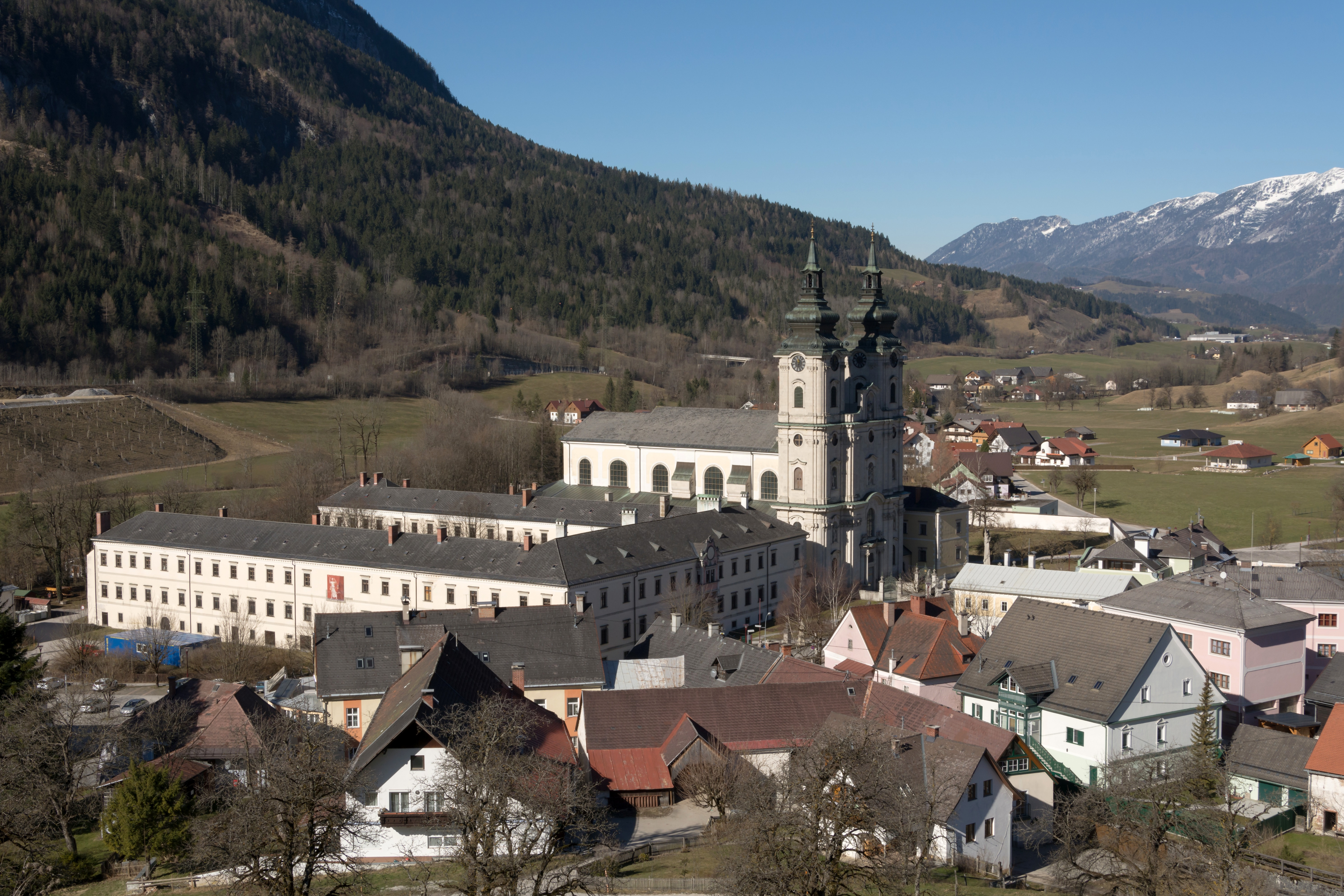
Pohled z Pacherkogelu na údolí s klášterem a kostelem Nanebevzetí Panny Marie

Území obce zvané Pyhrnpass daroval císař Jindřich II. diecézi v Bambergu. V roce 1190 je biskup Otto II. Bamberský postoupil benediktinům a laickému bratrstvu, jež zde založilo špitál, který dal obci název. V roce 1418 byl zrušený špitál přestavěn na sídlo kolegiátní kapituly. Klášter povýšil papež Pavel V. v roce 1605 na proboštství. V letech 1714 až 1730 byl vystavěn barokní kostel. Během napoleonských válek bylo toto strategické místo několikrát obsazeno.
Benediktinští mniši se po zrušení svého Kláštera Sankt Blasien ve Schwarzwaldu v roce 1806 nejprve přestěhovali do Spitalu am Pyhrn a s celým inventářem kláštera převezli také rakve Habsburků. Protože kolegiátní klášter byl pro ně příliš malý a klima příliš drsné, přesídlil klášter již roku 1809 do Opatství sv. Pavla v Lavanttalu. Kolegiátní kostel byl proměněn na farní. V noci z 25. na 26. října 1841 požár poškodil městys i klášterní budovy.
Hraniční území rakouské korunní země nad Enží bylo v roce 1918 včleněno do spolkové země Horní Rakousko.
Po anšlusu Rakouska 13. března 1938 se patřilo do říšskoněmeckého Gau Oberdonau. V březnu 1943 zde nacisté otevřeli státní dětský domov pro děti zahraničních civilních pracovníků. Do roku 1945 v něm zemřelo 38 z 97 internovaných dětí na špatnou výživu a zanedbávání péče, osud dalších 6 dětí nebyl nikdy objasněn. 
V květnu 2014 byly na hřbitově ve Spitalu odhaleny dvě pamětní desky těchto obětí. 
Na začátku roku 1945 Maďarská národní banka odeslala do Rakouska zlatý vlak, který obsahoval celý národní poklad zlata (33 000 kg) a byl uschován do chrámové krypty mariánského kostela ve Spitalu. Po skončení války jej vyzvedla.

## Památky
- Farní kostel Nanebevzetí Panny Marie, bývalý klášterní, vysvěcen roku 1190. V letech 1714 až 1730 architekt Johann Michael Prunner navrhl barokní novostavbu dvouvěžové trojlodní baziliky podle vzoru baziliky v Melku. Iluzivní fresky oltářních retáblů a na klenbě provedl Bartolomeo Altomonte, štukatury Domenico Antonio Carlone; malby na klenbě hlavní lodi a varhany vážně poškodil požár z roku 1841. Hlavní oltář má sochařsky řešený mramorový svatostánek s plastikou apokalyptického Beránka Božího na knize se sedmi pečetěmi, dílo Veita Königera z roku 1769, týž sochař je autorem sousoší sv. Jana Nepomuka s anděly. Místo oltářního obrazu je na stěně za oltářem iluzivní malba apoštolů u Mariina prázdného hrobu a na klenbě v oblacích malba Panny Marie na nebe vzaté, v doprovodu církevních otců. Čtyři postranní oltáře mají oltářní obrazy, které namaloval Kremser Schmidt a dva obrazy dodal Michelangelo Unterberger.[6]
- Klášterní budovy – církevní muzeum „Mezi nebem a zemí a svět“, sídlí v přízemí v barokních klenutých místnostech.
- Filiální kostel sv. Linharta stojí na skále na jižní straně obce, v interiéru rokokové iluzivní oltářní obrazy namaloval Kremser Schmidt. Lavice jsou manýristické z doby kolem roku 1600.
- Kaple v Ochsenwaldu
- Bývalý dům dvorního kováře
- Soutěska Dr. Vogelgesanga

## Galerie

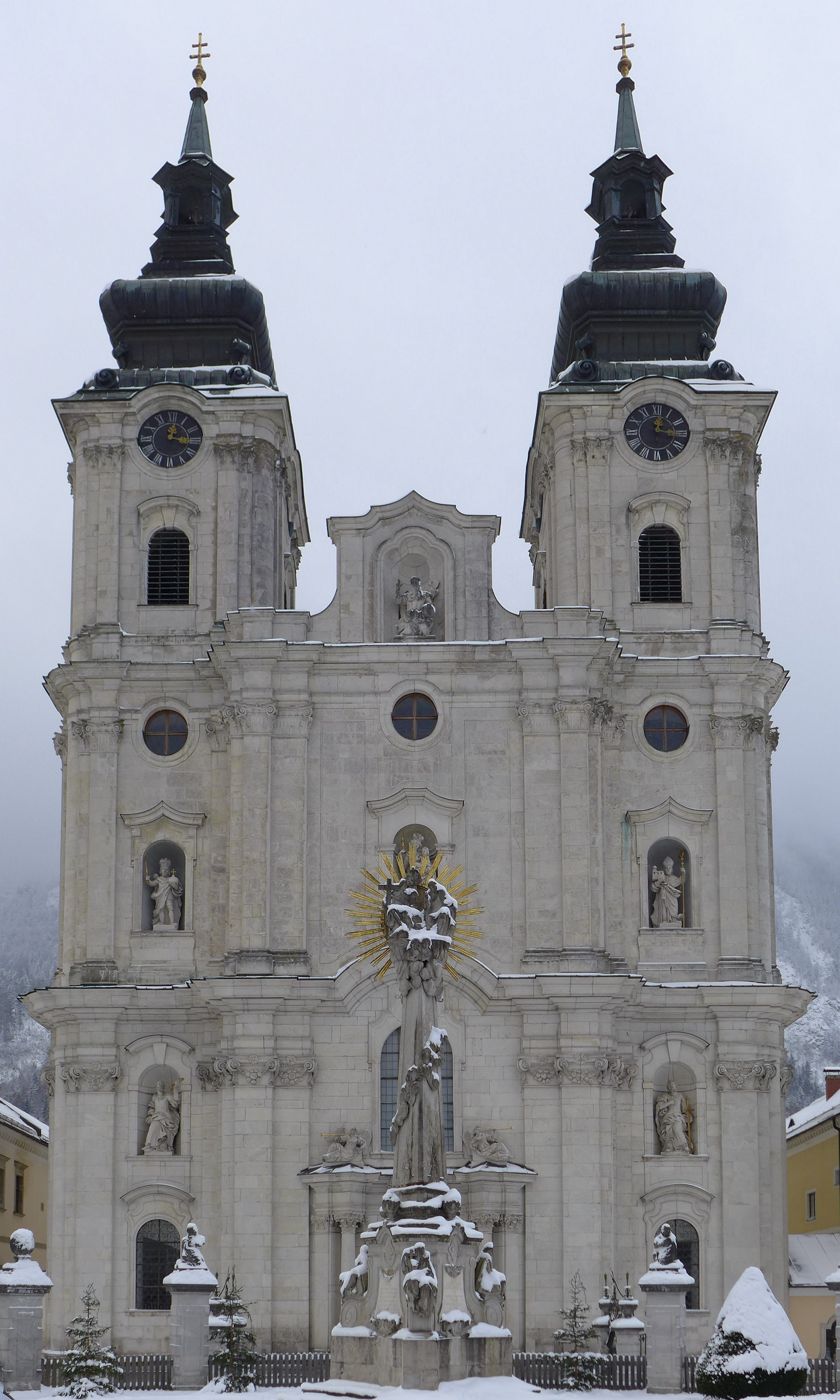
Kostel Nanebevzetí Panny Marie
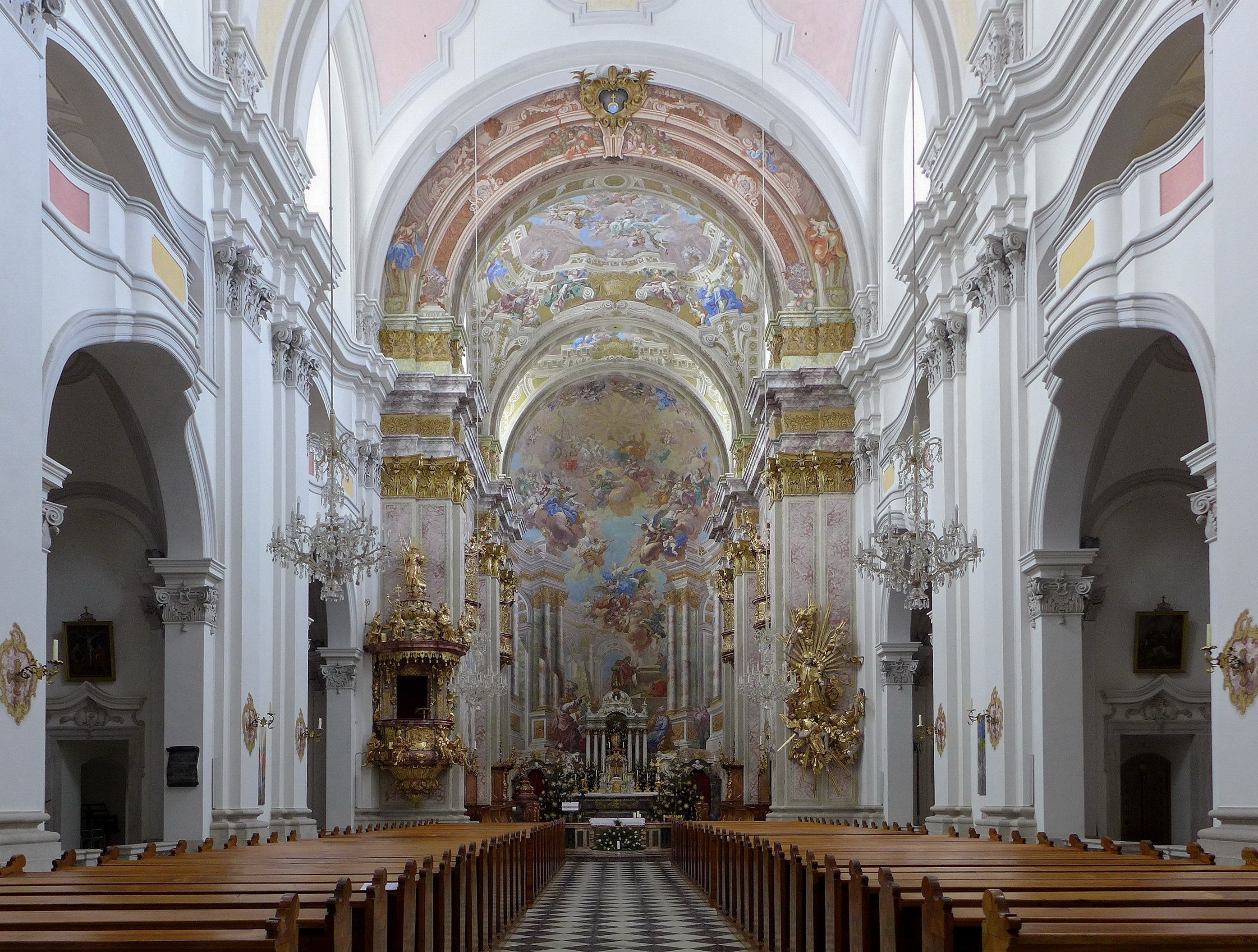
Pohled k hlavnímu oltáři
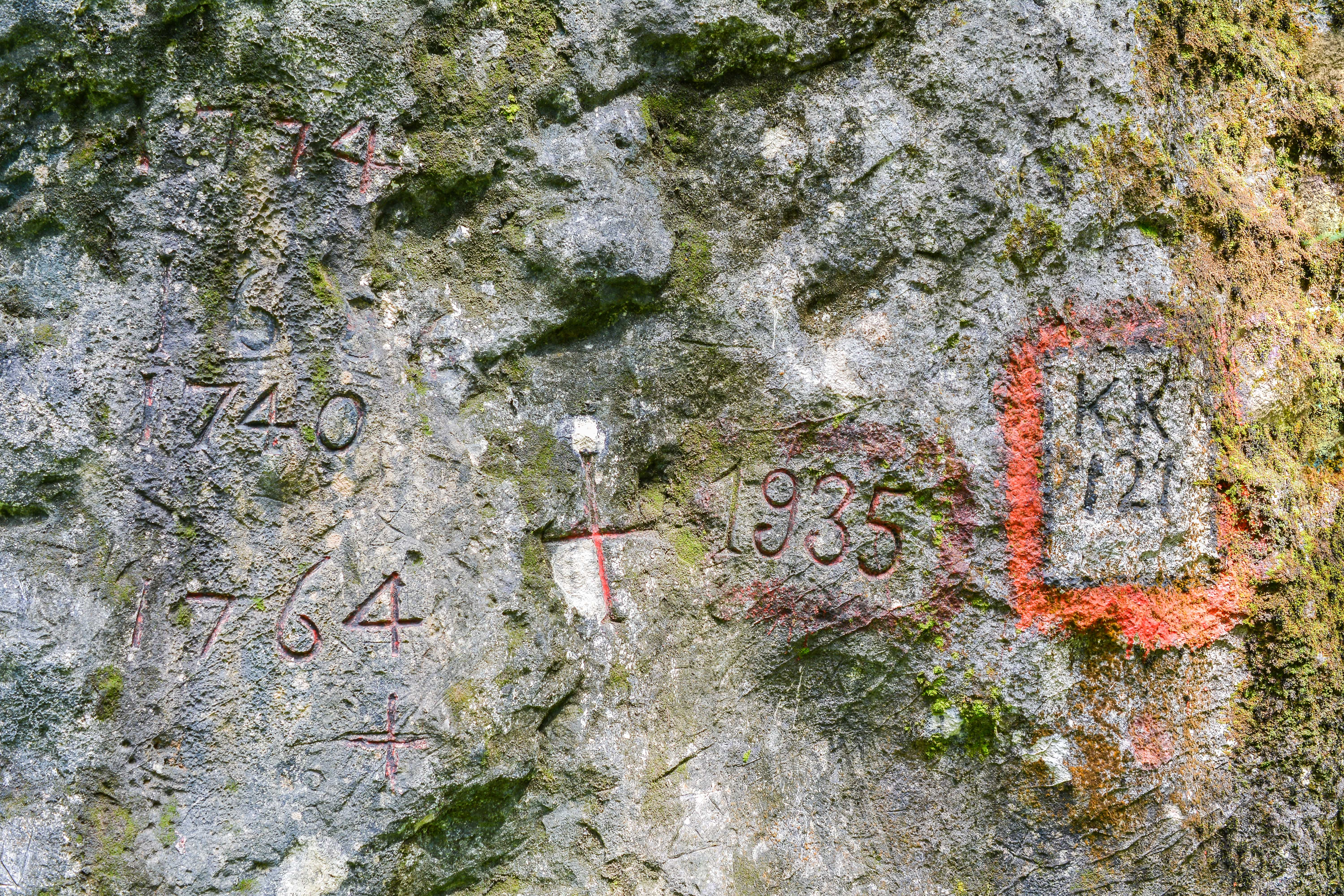
Skalní kresba v jeskyni
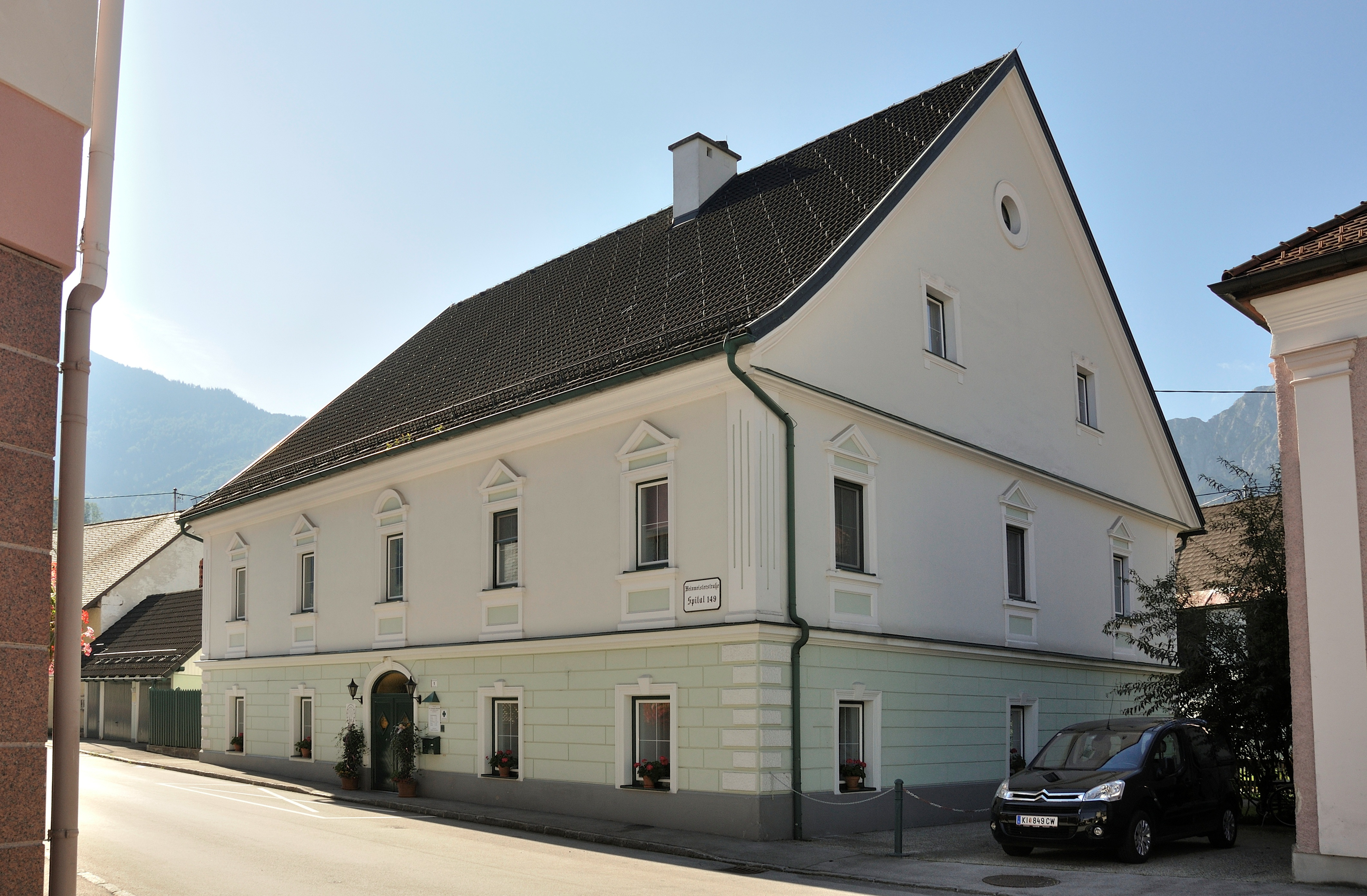
Dům dvorního kováře
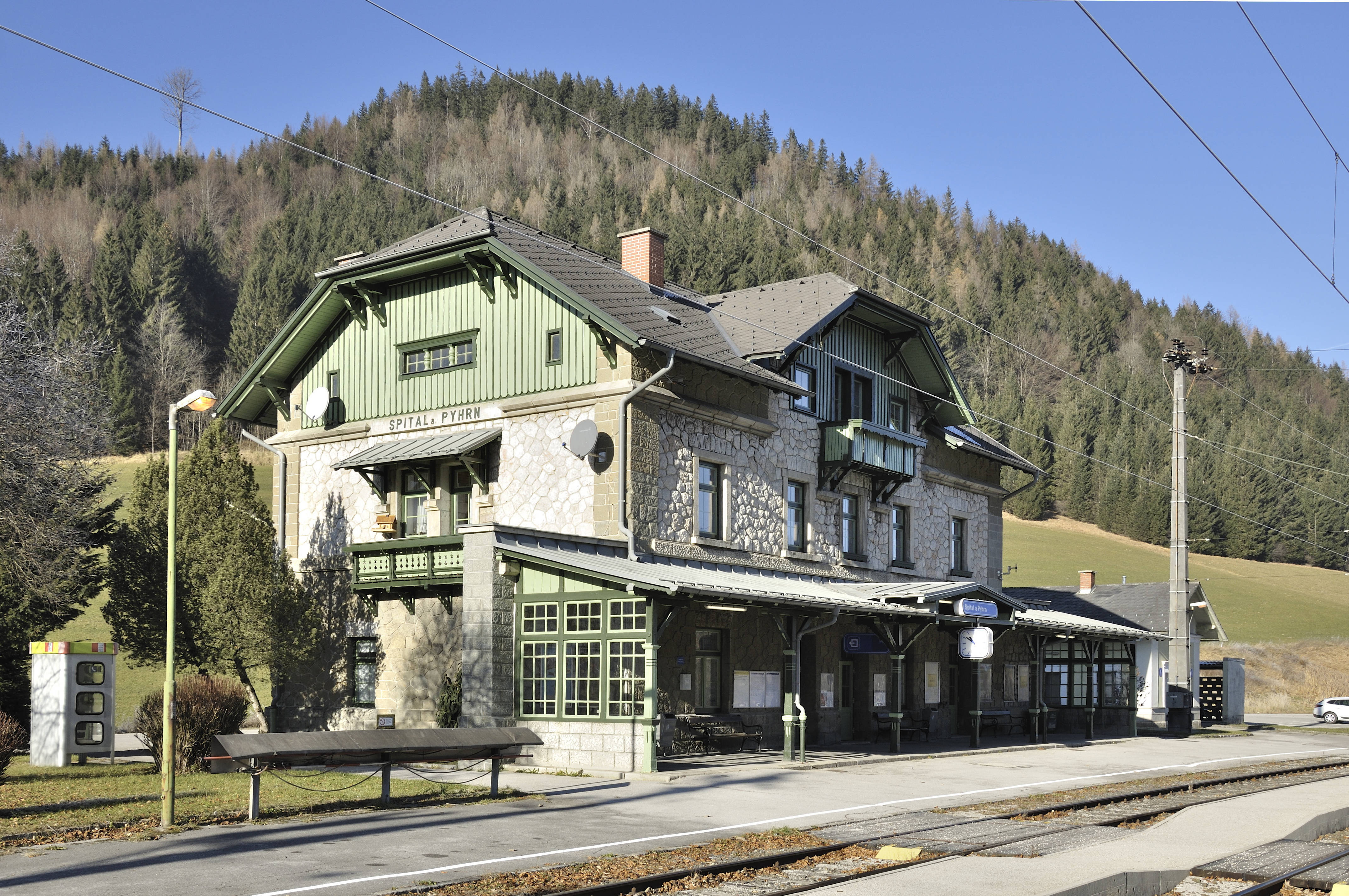
Nádraží
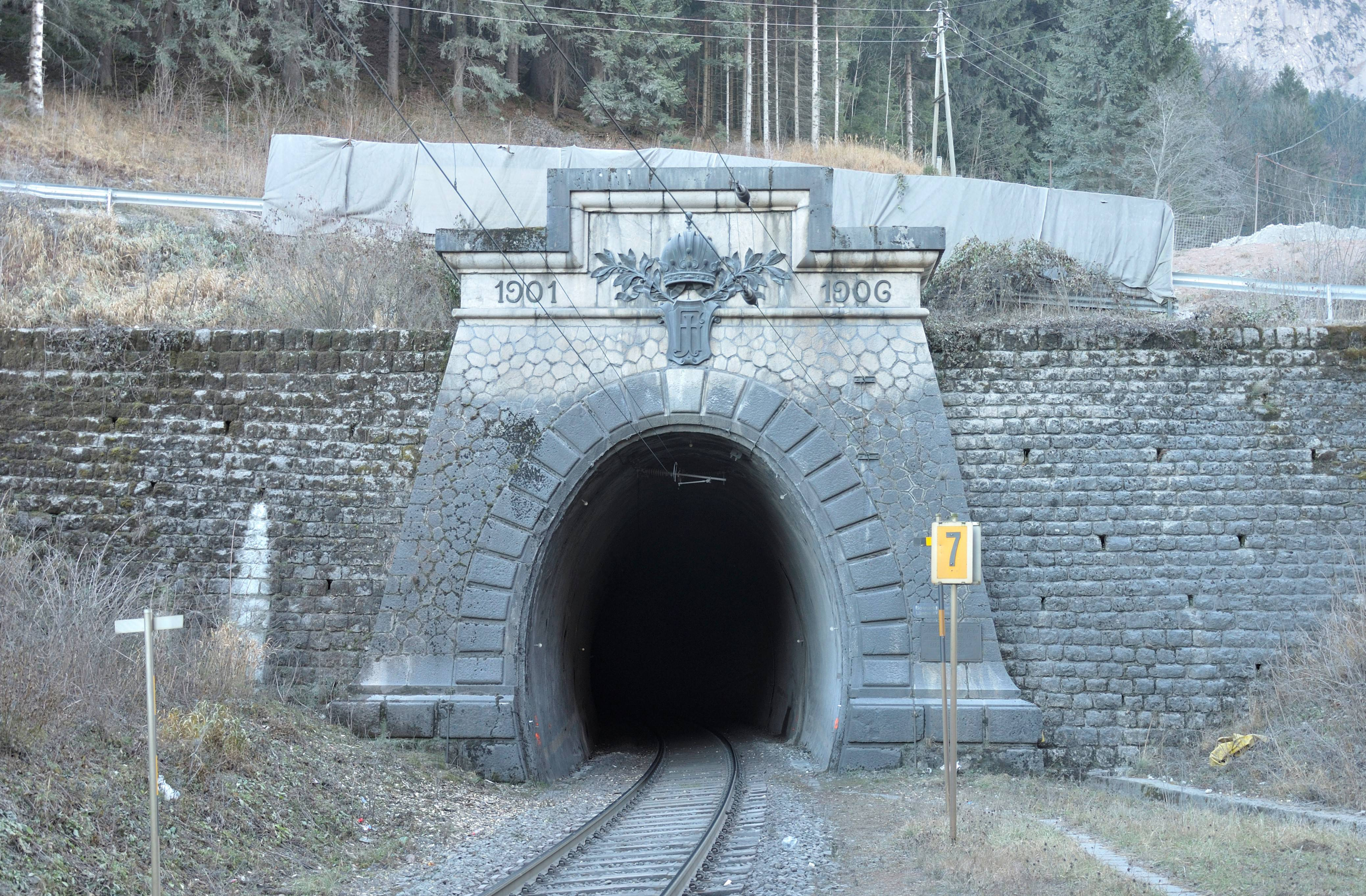
Severní portál Bosruckého železničního tunelu
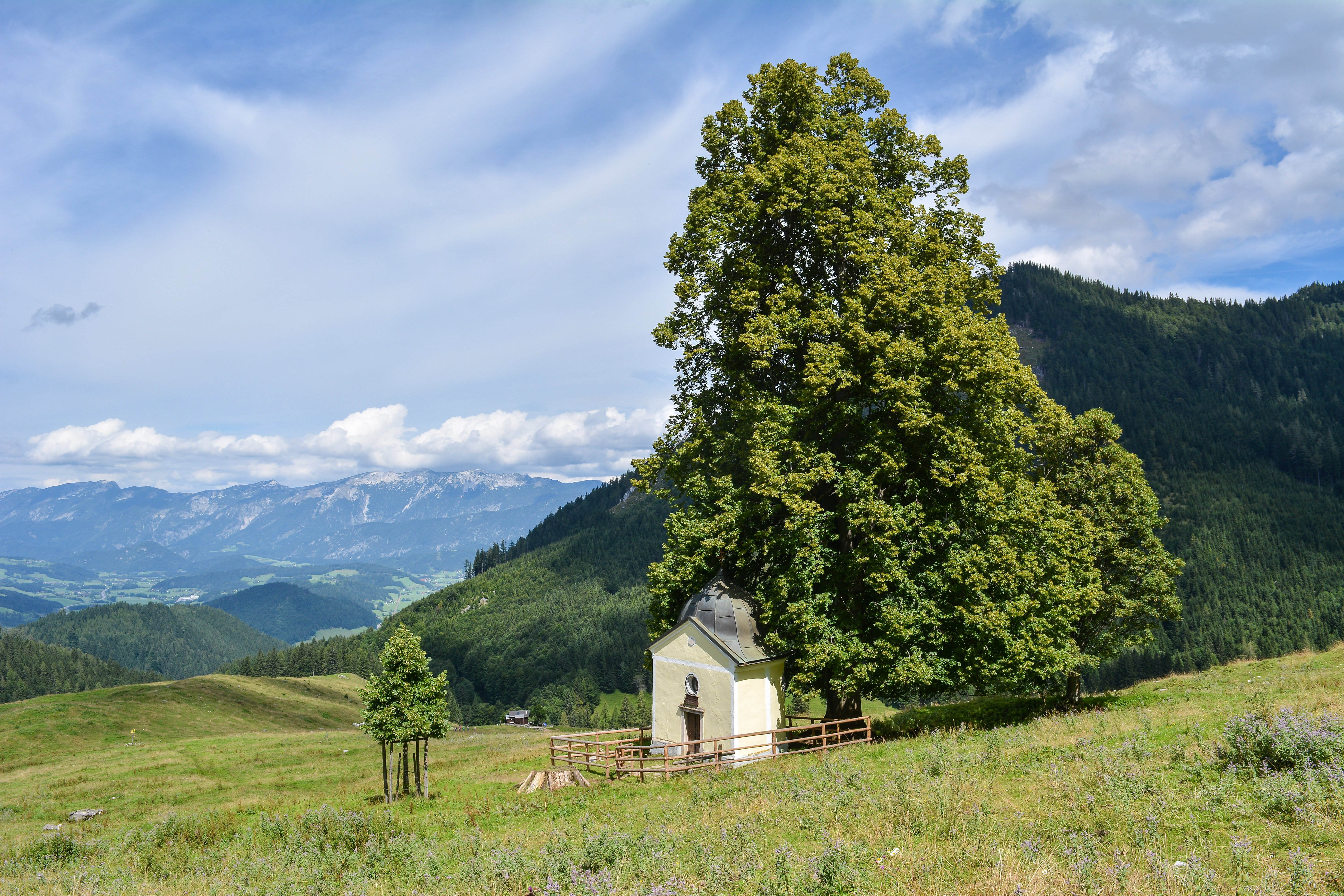
Kaple v Ochsenwaldu
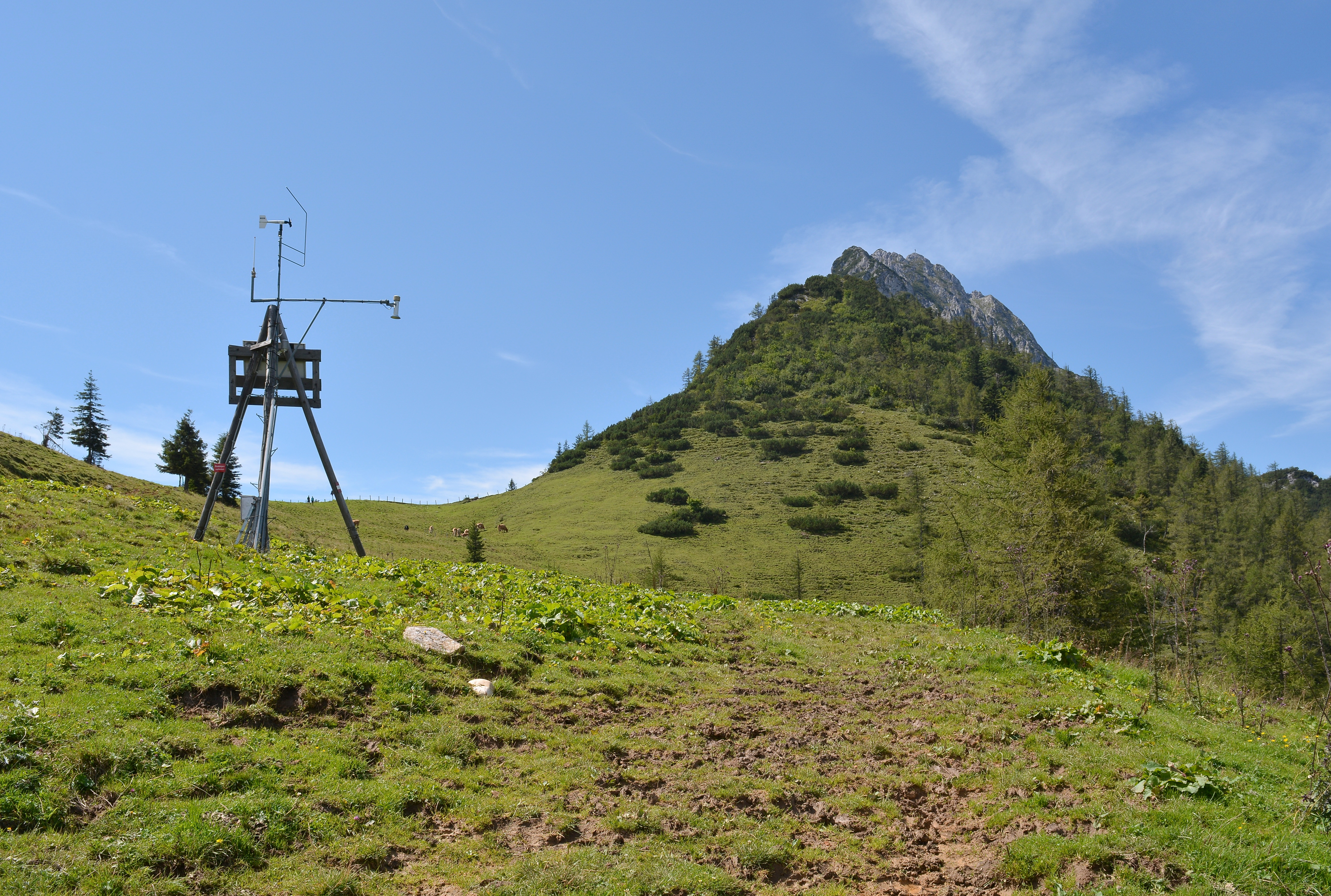
Arlingské sedlo
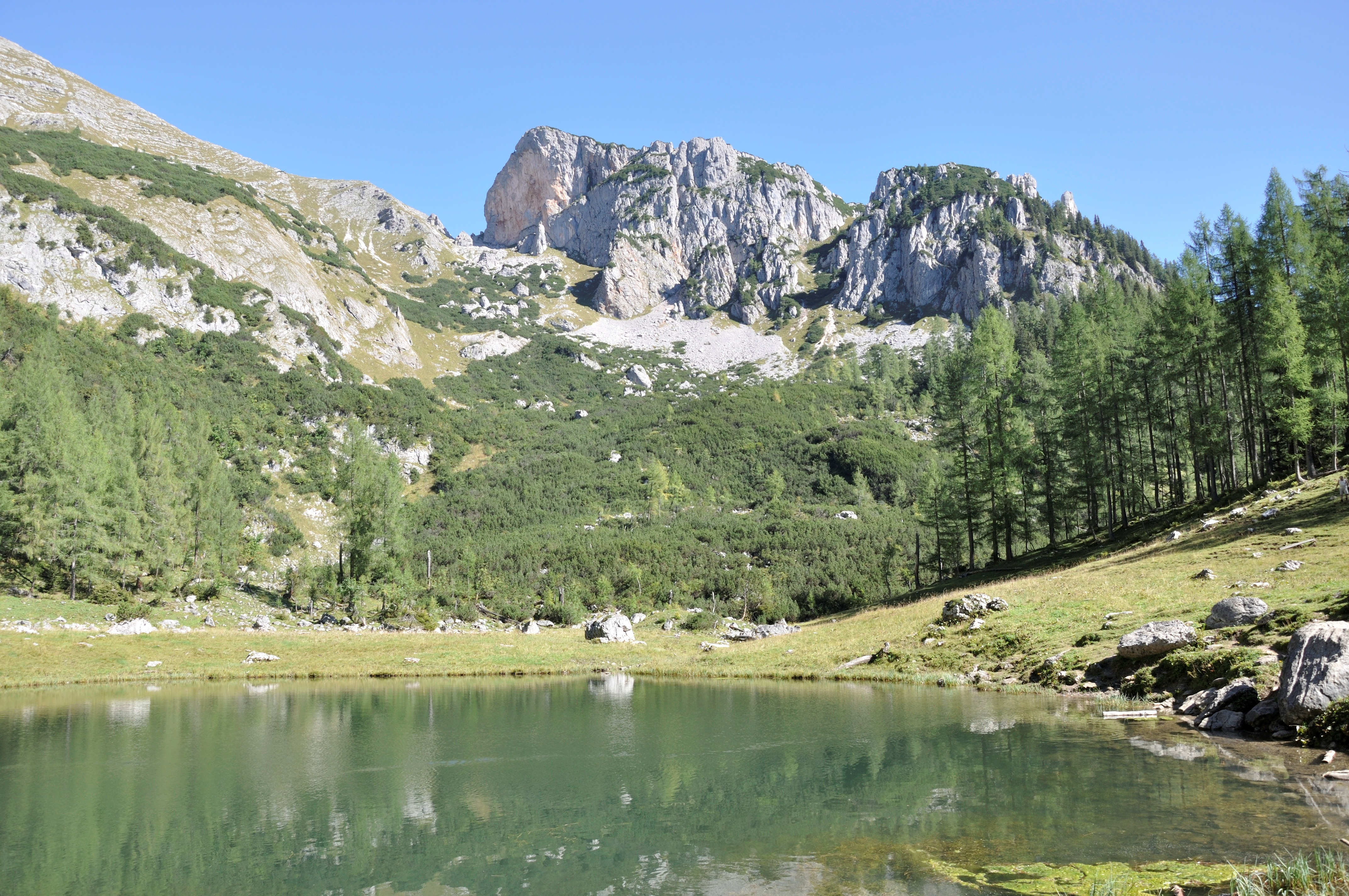
Brunnsteinské jezero
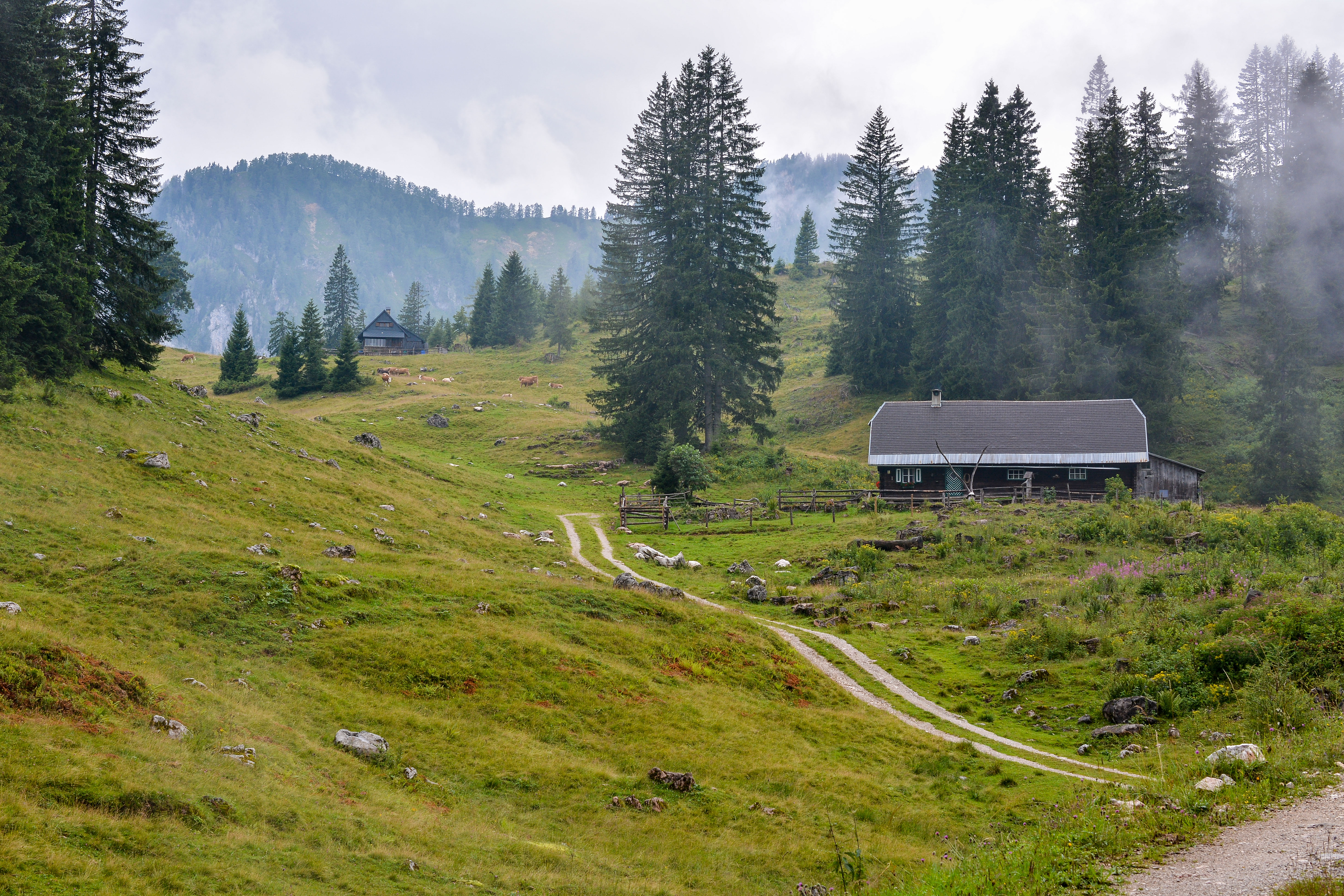
Schmiedalm